# Баллан, Жан-Мари
Жан-Мари Баллан (фр. Jean Marie Balland; 26 июля 1934, Бюе, Франция — 1 марта 1998, Лион, Франция) — французский кардинал. Епископ Дижона с 6 ноября 1982 по 8 августа 1988. Архиепископ Реймса с 8 августа 1988 по 27 мая 1995. Архиепископ Лиона с 27 мая 1995 по 1 марта 1998. Кардинал-священник с титулом церкви Сан-Пьетро-ин-Винколи с 21 февраля 1998.